# Bistum Bathurst (Kanada)
Das Bistum Bathurst (lateinisch Dioecesis Bathurstensis in Canada, französisch Diocèse de Bathurst, englisch Diocese of Bathurst in Canada) ist eine in Kanada gelegene römisch-katholische Diözese mit Sitz in Bathurst. Sie wurde 1860 als Bistum Chatham begründet und 1938 in Bistum Bathurst umbenannt.

## Geschichte
Das Bistum Chatham wurde am 8. Mai 1860 durch Papst Pius IX. aus Gebietsabtretungen des Bistums Saint John in Amerika errichtet und dem Erzbistum Halifax als Suffraganbistum unterstellt. Das Bistum Chatham gab am 22. Februar 1936 Teile seines Territoriums zur Gründung des Erzbistums Moncton, welchem es als Suffraganbistum unterstellt wurde, ab. Am 13. März 1938 wurde das Bistum Chatham in Bistum Bathurst umbenannt. Das Bistum Bathurst gab am 16. Dezember 1944 Teile seines Territoriums zur Gründung des Bistums Edmundston ab.

## Ordinarien

### Bischöfe von Chatham
- 1860–1902 James Rogers
- 1902–1920 Thomas Francis Barry
- 1920–1938 Patrice Alexandre Chiasson CIM

### Bischöfe von Bathurst
- 1938–1942 Patrice Alexandre Chiasson CIM
- 1942–1969 Camille-André LeBlanc
- 1969–1985 Edgar Godin
- 1985–1989 Arsène Richard
- 1989–2002 André Richard CSC, dann Erzbischof von Moncton
- 2002–2012 Valéry Vienneau, dann Erzbischof von Moncton
- 2012–2022 Daniel Jodoin, dann Bischof von Nicolet
- seit 2023 Michel Proulx OPraem